# ピンデトッ
ピンデトッ（빈대떡）は、朝鮮風お好み焼きであるチヂミの一種である。生地には小麦粉ではなく磨り潰したリョクトウを用い、ワケギとキムチを混ぜ、フライパンで焼いて作られる。

## 歴史

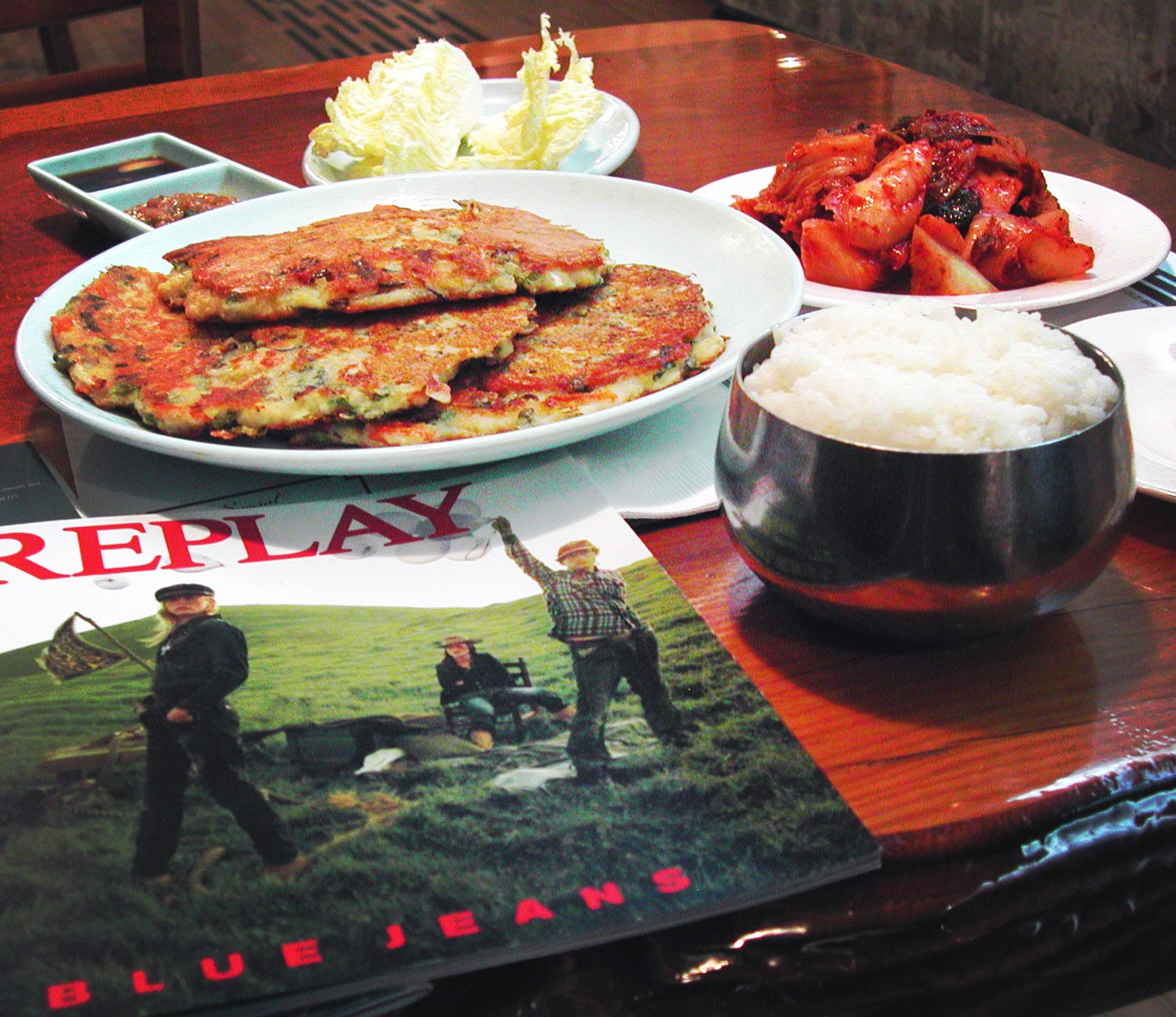
ピンデトッ

ピンデトッの文献上における初見は、李氏朝鮮時代の1670年代に両班の夫人であった張桂香（1598～1680）が著した料理百科『飮食知味方 / 閨壼是議方』である。その文中に「ピンジャトッ（빙자떡）という名前で表れる。この料理は当初は、水に浸して磨り潰したリョクトウ、豚肉、ワラビ、リョクトウモヤシ、ハクサイのキムチを混ぜたものを油で焼いて作られた。味付けには蜂蜜が使われた。
ピンデトッはサンジョク（산적、散炙。肉の串焼き）や焼き肉を祭祀の膳に供えたり宴会に出す折り、器の底に敷いて見た目の量を上げ、余分な脂肪を吸いとらせるための台として作られた。家人や客人はピンデトッの上の肉だけを食べ、残ったピンデトッは貧しい人々に与えた。そのため、この食べ物はピンデビョン（빈대병）と呼ばれるようになった。
朝鮮語でピンデ（빈대）は南京虫を意味し、貧者のことをも指す。トッ（떡）は餅（トック）の意である。
また、ピンジャビン（병자병, 餠子餠）が歳月とともにピンジャトッになり、そしてビンデトッと呼ばれるようになったともいわれる。『朝鮮常識』ではピンジャの語源は「餠飣」の中国音からきたとされる。